# Antonio López de Santa Anna
Antonio de Padua María Severino López de Santa Anna y Pérez de Lebrón (n. 21 februarie 1794 – d. 21 iunie 1876), cunoscut sub numele de Santa Anna sau López de Santa Anna, a fost un lider politic mexican, general și președinte al Mexicului. Santa Anna a luptat la început împotriva independenței Mexicului față de Spania, după care a întors armele și a susținut-o. El nu a fost primul Caudillo⁠(d) (lider militar) al Mexicului, dar a fost printre primii. A ajuns la rangul de general și a fost președinte al țării în mai multe rânduri de-a lungul unei turbulente cariere de 40 de ani. A fost președinte al Mexicului de unsprezece ori de-a lungul unei perioade de 22 de ani.

## Copilăria
Santa Anna s-a născut la Jalapa, Veracruz, Nueva España la 21 februarie 1794. Familia sa era una respectată, iar el și părinții săi Antonio López de Santa Anna și Manuela Pérez de Lebrón, făceau parte din clasa medie Criollo⁠(d). Erau suficient de înstăriți pentru a-și trimite fiul la școală. Tatăl a fost o vreme subdelegat pentru provincia spaniolă Veracruz.  
În iunie 1810, la 16 ani, Santa Anna s-a înrolat în regimentul de infanterie Fijo de Veracruz drept cadet, împotriva dorinței părinților săi, care voiau ca el să urmeze o carieră comercială.

## Cariera militară

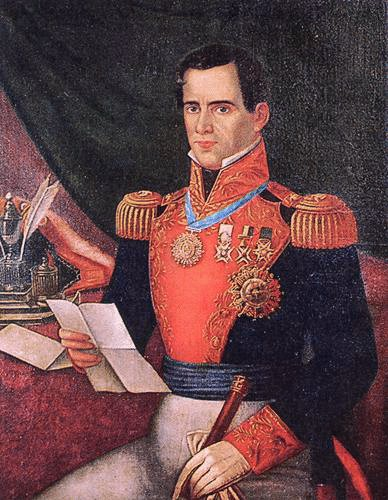
Santa Anna în uniformă militară.

În 1810, an în care Miguel Hidalgo y Costilla a inițiat prima tentativă a Mexicului de cucerire a independenței față de Spania, Santa Anna s-a alăturat armatei spaniole coloniale. În 1811, Santa Anna a fost rănit în brațul sau mâna stângă de o săgeată în timpul unei campanii în orașul Amoladeras, din statul San Luis Potosí. În 1813, Santa Anna a luptat în Texas împotriva expediției Gutiérrez-Magee, și la bătălia de la Medina, în care curajul său a fost remarcat. A fost rapid promovat; a devenit sublocotenent în februarie 1812, și locotenent până la sfârșitul anului. După rebeliune, tânărul ofițer a fost martor la politica de contrainsurgență a comandantului său Arredondo, aceea de execuții în masă. Istoricii au speculat că Santa Anna și-ar fi modelat propriile politici și propriul comportament din timpul Revoluției Texane pe baza experienței de sub comanda lui Arredondo.
În următorii ani, în care războiul de independență a ajuns în impas, Santa Anna a ridicat sate pentru cetățenii refugiați în apropiere de Veracruz. Atunci s-a apucat de jocurile de noroc, viciu care l-a urmărit pe parcursul întregii vieți.
În 1816, Santa Anna a fost promovat la rang de căpitan. El a efectuat ocazional campanii împotriva amerindienilor sau de restaurare a ordinii după câte o răscoală. Teritoriul mexican se întindea la acea vreme până în Oregonul de astăzi spre nord și până în Panama la sud. Teritoriul era prea vast pentru a putea fi controlat de Coroana Spaniei.  
În 1821, Santa Anna și-a declarat loialitatea față de El Libertador (Eliberatorul): viitorul împărat al Mexicului, Agustín I of Mexico⁠(d). El s-a remarcat rapid, îndepărtând forțele spaniole din importantul port Veracruz în același an. Iturbide l-a răsplătit cu rangul de general. Santa Anna a exploatat aceste onoruri în folos personal. A achiziționat o mare hacienda și a continuat jocurile de noroc.

## Perioada loviturilor de stat
Santa Anna nu era ferm de partea lui Iturbide, care nu fusese niciodată popular și avea nevoie de armată ca să-și păstreze puterea. Dorința lui Santa Anna era de a se alia cu cei bogați și privilegiați, dar deocamdată ținea să fie de partea învingătoare în orice bătălie. Trecerea dintr-o parte în alta nu l-a deranjat niciodată. Santa Anna s-a declarat retras din activitate, „în condițiile în care țara nu are nevoie de mine”. 
În 1822 Santa Anna a trecut în tabăra liderilor militari care susțineau un plan de răsturnare a lui Iturbide. În decembrie 1822 Santa Anna și generalul Guadalupe Victoria⁠(d) au semnat Plan of Casa Mata⁠(d) de abolire a monarhiei și de transformare a Mexicului în republică. În mai 1823, în urma abdicării lui Iturbide, Victoria a devenit primul președinte al Mexicului. Rolul lui Santa Anna în răsturnarea lui Iturbide i-a adus susținerea altor lideri, deși ei erau conștienți de oportunismul lui.
Până în 1824, Vicente Guerrero⁠(d) l-a numit pe Santa Anna guvernator al statului Yucatán. Din proprie inițiativă, Santa Anna s-a pregătit să invadeze Cuba, rămasă sub dominație spaniolă, dar nu a dispus de fondurile și de susținerea pentru un asemenea demers.
În 1828, Santa Anna, Vicente Guerrero, Lorenzo Zavala și alți politicieni au pus la cale o lovitură de stat împotriva președintelui ales Manuel Gómez Pedraza⁠(d). La 3 decembrie 1828, armata a bombardat Palatul Național; rezultatele alegerilor au fost anulate și Guerrero s-a instalat în fotoliul de președinte.
În 1829, Spania a făcut o ultimă încercare de a recuceri Mexicul la Tampico⁠(d) cu o forță invadatoare de 2.600 de soldați. Santa Anna a luptat împotriva expediției Barradas⁠(d) cu o forță mult mai mică și i-a învins pe spanioli, dintre care mulți sufereau de febră galbenă. Înfrângerea armatei spaniole nu doar că i-a sporit popularitatea lui Santa Anna, ci a și consolidat independența noii republici mexicane. Santa Anna a fost declarat erou. De aici înainte, el s-a autoporeclit „Învingătorul de la Tampico” și „Salvatorul Patriei”, și în cele din urmă „Napoleon al Vestului”.
Într-o nouă lovitură de stat din decembrie 1829, vicepreședintele Anastasio Bustamante⁠(d) s-a ridicat împotriva președintelui Guerrero, a ordonat execuția lui și, la 1 ianuarie 1830 a preluat președinția. În 1832, a izbucnit o revoltă împotriva lui Bustamante, cu scopul de a-l înlocui cu Manuel Pedraza, despre care rebelii considerau că a fost ales legitim în 1828. Rebelii i-au oferit generalului Santa Anna comanda trupelor. În august 1832, Bustamante l-a numit temporar pe Melchor Múzquiz⁠(d) în funcția de președinte. El a acționat împotriva rebelilor și i-a învins la Gallinero. Dolores Hidalgo, Guanajuato și Puebla s-a deplasat să facă joncțiunea cu forțele lui Santa Anna, care se apropiau de orașul Puebla. Două încă două bătălii, Bustamante, Pedraza și Santa Anna au semnat acordul Zavaleta⁠(d) (21–23 decembrie 1832) pentru instalarea lui Pedraza în funcția de președinte. Bustamente a plecat în exil, iar Santa Anna l-a însoțit pe noul președinte în capitală la 3 ianuarie 1833.

## În centrul puterii
Președintele Pedraza a convocat Congresul, care l-a ales pe Santa Anna președinte la 1 aprilie 1833. Președintele Santa Anna l-a numit pe Valentín Gómez Farías⁠(d) în funcția de vicepreședinte și i-a lăsat în sarcină guvernarea țării. Farias a început să implementeze reforme liberale, îndreptate mai ales împotriva armatei și a Bisericii Romano-Catolice, religie de stat în Mexic.   Reformele, printre care s-au numărat abolirea zeciuielii și secularizarea proprietăților și finanțelor bisericii i-au determinat pe conservatorii mexicani să-i ceară lui Santa Anna să preia din nou puterea.
La cererile lor, Santa Anna a denunțat administrația vicepreședintelui Farias, și l-a obligat pe el și pe susținătorii săi să plece în Statele Unite. El a format un nou guvern centralist, catolic și conservator care a suspendat constituția din 1824 înlocuind-o cu un document intitulat „Cele Șapte Legi”. Santa Anna a dizolvat Congresul și a început centralizarea puterii. Regimul a devenit o dictatură centralizată susținută de armată.
Mai multe state s-au revoltat deschis față de aceste schimbări: Coahuila y Tejas (a cărui parte de nord avea să devină  Republica Texas), San Luis Potosí, Querétaro, Durango, Guanajuato, Michoacán, Yucatán, Jalisco, Nuevo León, Tamaulipas și Zacatecas. Mai multe state și-au format propriile guverne, cum ar fi Republica Rio Grande, Republica Yucatan și Republica Texas. (doar texanii l-au învins pe Santa Anna și și-au cucerit independența). Rezistența lor a fost alimentată de represaliile comise de Santa Anna împotriva adversarilor învinși. Într-un editorial din New York Post scria că „dacă [Santa Anna] i-ar fi tratat pe învinși cu moderație și generozitate, ar fi fost dificil, dacă nu imposibil să se creeze atâta simpatie pentru poporul Texasului, care astăzi îndeamnă atâtea spirite aventuroase și înflăcărate să sară în ajutorul fraților lor”.
Miliția din Zacatecas, cel mai mare și mai bine aprovizionat stat mexican, condusă de Francisco Garcia, era înarmată cu muschete de calibrul 0,753 „Brown Bess⁠(d)” de fabricație britanică și cu puști Baker 0,61. Totuși, după două ore de luptă, la 12 mai 1835, „Armata de Operațiuni” a lui Santa Anna i-a învins pe zacatecani și a luat aproape 3.000 de prizonieri. Santa Anna a permis armatei să jefuiască Zacatecas timp de patruzeci și opt de ore. După înfrângerea Zacatecasului, el intenționa să se deplaseze spre Coahuila y Tejas pentru a înăbuși revoltele de acolo, susținute de coloniști din Statele Unite.

## Revoluția Texană

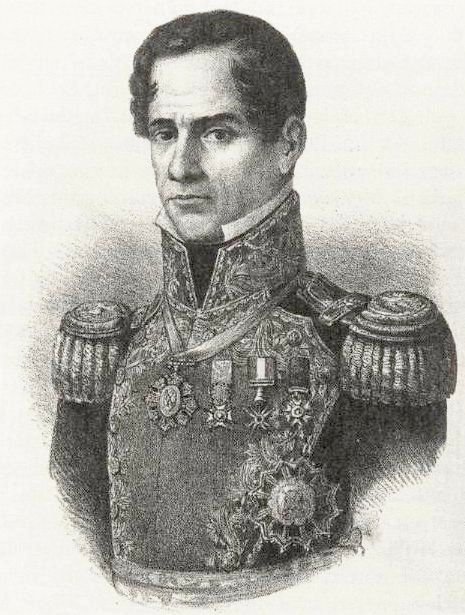
Generalul Antonio Lopez de Santa Anna a condus trupele mexicane în Texas în 1836.

Ca și alte state deconectate de autoritățile mexicane centrale, departamentul Texas al statului mexican Coahuila y Tejas s-a revoltat la sfârșitul lui 1835 și s-a declarat independent la 2 martie 1836. Santa Anna a mers spre nord pentru a readuce Texasul sub control mexican. La 6 martie 1836, în bătălia de la Alamo, forțele lui Santa Anna au ucis 187-250 de texani, după care au executat alți peste 350 de prizonieri texani în masacrul de la Goliad (27 martie 1836).
Înfrângerea de la Alamo a câștigat timp pentru Houston și pentru Texas. Houston și soldații săi l-au învins pe Santa Anna în bătălia de la San Jacinto la 21 aprilie 1836. A doua zi, un mic grup de soldați texani conduși de James Sylvester l-au prins pe Santa Anna, ascuns într-o mlaștină și îmbrăcat în uniformă de soldat de dragoni.
Președintele Texasului, David G. Burnet⁠(d), și Santa Anna au semnat tratatele de la Velasco, prin care liderul mexican a recunoscut independența Republicii Texas, în schimbul promisiunii de a fi transportat în siguranță la Veracruz. La Ciudad de México, însă, un nou guvern a declarat că Santa Anna nu mai este președinte și că tratatul cu Texasul este nul și neavenit.
În timp ce era prizonier în Texas, Joel Roberts Poinsett⁠(d) — ministrul american în Mexic în 1824 — a evaluat în termeni duri situația generalului Santa Anna:
| “ | Spuneți-i generalului Santa Anna că atunci când îmi aduc aminte ce susținător înflăcărat al libertății era el acum zece ani, nu mai am nicio simpatie pentru el, acum că a primit ce merita. | ” |
Santa Anna a răspuns:
| “ | Spuneți-i domnului Poinsett că este foarte adevărat că m-am pus în slujba libertății cu mare ardoare și cu deplină sinceritate, dar foarte curând am descoperit nebunia ei. O sută de ani de acum încolo, poporul meu nu va merita libertatea. Ei nu știu ce este ea, așa neluminați cum sunt și sub influența clerului catolic; lor li se potrivește mai degrabă despotismul, dar nu e niciun motiv pentru care n-ar fi un despotism înțelept și virtuos.[9] | ” |

## Revenirea, dictatura și exilul
După o perioadă în exil în Statele Unite, și după ce s-a întâlnit cu președintele american Andrew Jackson în 1837, lui Santa Anna i s-a permis să revină în Mexic la bordul navei USS Pioneer⁠(d) pentru a se retrage la hacienda sa din Veracruz, denumită Manga de Clavo.
În 1838, Santa Anna a avut ocazia de a răscumpăra pierderea Texasului. După ce Mexicul a respins cererile Franței de compensare financiară pentru pierderile suferite de cetățenii francezi, o armată franceză a debarcat la Veracruz, Mexic în Războiul Prăjiturilor. Guvernul mexican i-a dat lui Santa Anna controlul armatei și i-a cerut să apere țara prin orice mijloc găsește de cuviință. El i-a atacat pe francezi la Veracruz. În timpul retragerii mexicane după eșecul atacului, Santa Anna a fost rănit la picior și mână de tunuri. Glezna sa distrusă a dus la amputarea piciorului, pe care a ordonat să fie îngropat cu onoruri militare. În ciuda faptului că în final Mexicul a cedat și a satisfăcut cererile francezilor, Santa Anna s-a folosit de participarea la război pentru a reveni în politica mexicană ca erou.
Santa Anna a utilizat o proteză pentru piciorul pierdut; în timpul Războiului Americano-Mexican, proteza a fost capturată și păstrată de soldații americani, fiind astăzi expusă la Muzeul Militar al Statului Illinois din Springfield. Guvernul mexican a cerut în mod repetat returnarea ei.
În curând președinția lui Bustamante⁠(d) a devenit haotică, susținătorii lui cerându-i lui Santa Anna să preia guvernul provizoriu. Santa Anna a devenit președinte pentru a cincea oară, preluând o țară cu visteria goală. Războiul cu Franța slăbise Mexicul, iar poporul era nemulțumit. O armată rebelă, condusă de generalii José de Urrea⁠(d) și José Antonio Mexía⁠(d) se îndrepta spre capitală împotriva lui Santa Anna. În fruntea armatei, Santa Anna a zdrobit rebeliunea la Puebla.  
Regimul lui Santa Anna a fost mai dictatorial decât prima administrație. Ziarele antisantaniste au fost interzise și disidenții au fost închiși. În 1842, el a condus o expediție militară în Texas, care nu s-a soldat cu niciun câștig, convingând în schimb mulți texani de potențialele beneficii ale unirii cu Statele Unite, vecinul mai puternic. 
Încercând să reechilibreze bugetul, Santa Anna a crescut taxele, dar aceasta a dus la creșterea rezistenței. Mai multe state mexicane au încetat să mai trateze cu guvernul central, iar Yucatán și Laredo s-au declarat republici independente. În urma opoziției crescânde, Santa Anna s-a retras de la putere. Temându-se pentru viața sa, a încercat să fugă, dar în ianuarie 1845 a fost prins de un grup de amerindieni lângă Xico⁠(d). Aceștia l-au predat autorităților, iar Santa Anna a fost încarcerat. Viața i-a fost cruțată, dar dictatorul a fost exilat în Cuba.

## Războiul Americano-Mexican

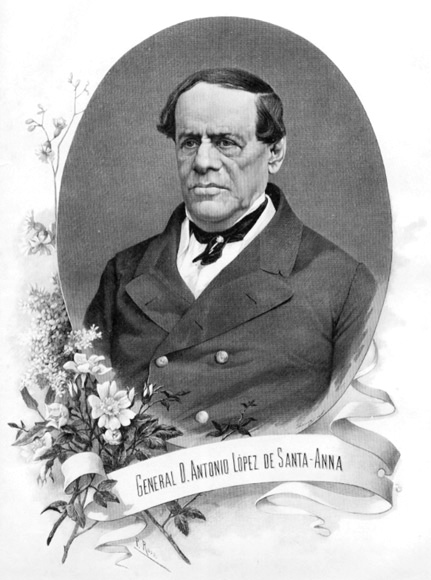
Santa Anna în 1847

În 1846, Statele Unite au declarat război Mexicului. Santa Anna a scris la Ciudad de México în care declara că nu are nicio aspirație la președinție, dar că-și va folosi experiența militară pentru a respinge invazia străină a Mexicului, cum a făcut-o și în trecut. Președintele Valentín Gómez Farías⁠(d) era destul de disperat să accepte oferta și să-i permită lui Santa Anna să revină. Acesta, între timp, tratase în secret cu reprezentanți ai Statelor Unite, angajându-se că, dacă i se permite să treacă prin blocada navală americană și să pătrundă în Mexic, va vinde tot teritoriul revendicat la un preț rezonabil. După ce s-a văzut în Mexic și în fruntea unei armate, Santa Anna a încălcat ambele angajamente. El s-a proclamat din nou președinte și a încercat fără succes să respingă invazia americană.
În 1851, Santa Anna a plecat în exil la Kingston, Jamaica, și după doi ani s-a mutat la Turbaco⁠(d), Columbia. În aprilie 1853, a fost chemat înapoi de conservatorii rebeli, cu care a reușit să revină la putere. În acest nou mandat, lucrurile nu au stat mai bine: a deturnat fonduri în propriile buzunare, a vândut alte teritorii Statelor Unite (Achiziția Gadsden), și s-a declarat dictator pe viață.
În ciuda mitelor plătite armatei pentru loialitate, până în 1855 și aliații conservatori se săturaseră de Santa Anna. În acel an, o grupare liberală în frunte cu Benito Juárez și Ignacio Comonfort⁠(d) l-au răsturnat pe Santa Anna, iar el a plecat înapoi în Cuba. A fost judecat in absentia pentru corupție și trădare; toate moșiile i-au fost confiscate.
Santa Anna a trăit în exil în Cuba, Statele Unite, Columbia și St. Thomas. În 1869, la 74 de ani Santa Anna trăia în exil în Staten Island și încerca să strângă bani pentru o armată pentru a recuceri Ciudad de México. În perioada petrecută la New York City, el a adus în SUA primele transporturi de Chicle⁠(d), o gumă naturală din care s-a dezvoltat apoi guma de mestecat. El nu a obținut profit din aceasta, întrucât spera să folosească materialul pentru înlocuirea cauciucurilor la roțile carelor, ceea ce nu a reușit. Thomas Adams, americanul însărcinat cu asistența lui Santa Anna în perioada petrecută de el în SUA, a făcut experimente cu chicle încercând să o folosească drept substitut al cauciucului. El a cumpărat o tonă de chicle de la Santa Anna, dar experimentele lui s-au dovedit nefructuoase; în schimb, Adams a contribuit la înființarea industriei gumei de mestecat cu un produs denumit de el „Chiclets⁠(d)”.
În 1874 Santa Anna a profitat de o amnistie generală și s-a întors în Mexic. Fără un picior și aproape orb din cauza cataractei, a fost ignorat de guvernul mexican la aniversarea bătăliei de la Churubusco. După doi ani, la 21 iunie 1876, a murit la Ciudad de México.